# Monika Zgustová
Monika Zgustová (Praga, 22 de març de 1957) és una escriptora i traductora txeca.

## Biografia
Estudià literatura comparada als Estats Units i actualment viu a Catalunya. Ha traduït nombrosos títols del txec i del rus al català. Les seves traduccions d'autors tan reconeguts com Bohumil Hrabal, Vaclav Havel, Jaroslav Hašek, Milan Kundera són impecables. Ha traduït una seixantena de llibres del txec i del rus al català i al castellà. Les seves traduccions li han merescut diversos reconeixements com el Premi de les Lletres Catalanes 1991, l'"European Translation Prize", 1994, o el Premi Ciutat de Barcelona 1995, el "Premio de traducción Ángel Crespo" 2010 entre d'altres. Com a escriptora ha publicat diverses novel·les; amb l'obra La nit de Vàlia, li van atorgar el Premi  Joaquim Amat i Piniella 2014. Ha col·laborat en diferents publicacions periòdiques com ara: El País, La Vanguardia, Ara, La Maleta de Portbou...
De les seves obres destaquen: La dona silenciosa (2005), finalista del Premio Nacional de Narrativa i escollida per La Vanguardia i El Periódico com un dels cinc millors llibres de l'any, i Jardí d'hivern (2009). El recull Contes de la lluna absent (2010) va rebre el Premi Mercè Rodoreda i amb la novel·la La nit de Vàlia (2013), inspirada en una història verídica al gulag soviètic, va rebre el Premi Joaquim Amat-Piniella 2014.

## Obra

### Novel·la
- La Dona dels cent somriures. (Proa, Barcelona, 2001)
- Menta fresca amb llimona. (Proa, Barcelona, 2002)
- La Dona silenciosa. (Quaderns Crema, Barcelona, 2005)
- Jardí d'hivern. (Proa, Barcelona, 2009)
- La Nit de Vàlia. (Proa, Barcelona, 2013)
- Les Roses de Stalin. (Galàxia Gutenberg, 2016) ed. també en castellà
- Vestides per a un ball a la neu. (Galàxia Gutenberg, 2017) ed. també en castellà
- Un revòlver per sortir de nit. (Galàxia Gutenberg, 2019) ed. també en castellà
- Ens vèiem millor en la foscor. (Galàxia Gutenberg, 2022) ed. també en castellà

### Relats
- Contes de la lluna absent (Proa, Barcelona, 2010)

### Traduccions
- Jaroslav Seifert. El crit dels fantasmes. (Mall, Barcelona, 1984)
- Fiodor Dostojevski. El petit heroi. (Columna, Barcelona, 1984)
- Co-autora al Diccionari rus-català, català-rus. (Enciclopèdia Catalana, Barcelona, 1985)
- Vaclav Havel. Audiència, Vernissatge. (Institut del Teatre, Barcelona, 1985)
- Milan Kundera. La Insostenible lleugeresa del ser. (Destino, Barcelona, 1986)
- Arkadi Strugatski. Stalker. (Pleniluni, Barcelona, 1986)
- Babel Isaak. Cavalleria roja. (Ed. 62, Barcelona, 1986)
- Milan Kundera. Amors ridículs. (Destino, Barcelona, 1987)
- Milan Kundera. El llibre del riure i de l'oblit. (Destino, Barcelona, 1988)
- Josef Skvorecky. El saxo baix. (Proa, Barcelona, 1988)
- Bohumil Hrabal. Una Solitud massa sorollosa. (Ed. 62, Barcelona, 1989) ed. també en castellà
- Bohumil Hrabal. Jo he servit al rei d'Anglaterra. (Destino, Barcelona, 1989) ed. també en castellà
- Bohumil Hrabal. Qui sóc jo. (Destino, Barcelona, 1989) ed. també en castellà
- Milan Kundera. El vals de l'adéu. (Destino, Barcelona, 1989)
- Bohumil Hrabal. Anunci d'una casa on ja no vull viure. (Ed. 62, Barcelona, 1990)
- Milan Kundera. La immortalitat. (Destino, Barcelona, 1990)
- Vaclav Havel. Paraules sobre la paraula. (Llibres de l'Índex, Barcelona, 1990)
- Bohumil Hrabal. Personatges en un paisatge d'infància. (Destino, Barcelona, 1991) ed. també en castellà
- Karel Capek. D'una butxaca i de l'altra. (Ed. 62, Barcelona, 1991)
- Bohumil Hrabal. Noces a casa. (Destino, Barcelona, 1993) ed. també en castellà
- Bohumil Hrabal. La petita ciutat on es va aturar el temps. (Destino, Barcelona, 1995) ed. també en castellà
- Jaroslav Hasek. Les Aventures del bon soldat Svejk. (Proa, Barcelona, 1995) ed. també en castellà.
- Vaclav Havel. Anticodis. (Tabelaria, Barcelona, 2003)
- Bohumil Hrabal. El meu gat Autícko (Galàxia Gutenberg, Barcelona, 2016) ed. també en castellà

### Biografies
- Els fruits amargs del jardí de les delícies : vida i obra de Bohumil Hrabal (Destino, Barcelona 1996) ed. també en castellà: (Galàxia Gutenberg, Barcelona, 2014)
- La intrusa. Retrat íntim de Gala Dalí. (Galàxia Gutenberg, 2018) ed. també en castellà